# Lasciami entrare (film)
(Tagline del film)
Lasciami entrare (Låt den rätte komma in, lett. "Lascia entrare il giusto"; internazionalmente noto come Let the Right One In) è un film horror del 2008 diretto da Tomas Alfredson, adattamento cinematografico dell'omonimo romanzo di John Ajvide Lindqvist, che è anche autore della sceneggiatura. Il film ha vinto numerosi premi tra cui un Best Narrative Feature al Tribeca Film Festival.
Il film è stato distribuito nelle sale italiane il 2 gennaio 2009.

## Trama
Nel 1981 in una fredda notte di Stoccolma, Oskar, un mite ragazzino di 12 anni, maltrattato e picchiato dai compagni di scuola nell'indifferenza sia della madre Yvonne che del padre, conosce Eli, una strana ragazzina dai lineamenti gitani, che si è trasferita da poco nel suo quartiere, Blackeberg, con un uomo di mezza età di nome Håkan.
Inizialmente Eli informa Oskar che non possono essere amici ma, col passare del tempo, iniziano a stringere una relazione sempre più stretta, con Oskar che le presta il suo cubo di Rubik e con una serie di messaggi in codice Morse che si scambiano attraverso il muro dei due appartamenti adiacenti. Dopo aver interrogato Oskar su un taglio sulla sua guancia, Eli scopre che il ragazzo è vittima di bullismo da parte dei compagni di scuola e lo incoraggia a difendersi. Ciò ispira Oskar a iscriversi alle lezioni di allenamento di sollevamento pesi dopo la scuola.
Intanto iniziano a verificarsi efferati e misteriosi omicidi da parte di Håkan per raccogliere sangue fresco per Eli, ma anche da parte della stessa ragazza. Håkan, però, viene scoperto e si versa acido cloridrico concentrato sulla faccia, sfigurandola, per impedire alle autorità di essere identificato. Eli viene a sapere che Håkan è stato portato in ospedale e scala l'edificio per accedere alla sua stanza dove Håkan le offre il collo per nutrirsi. Rimasta sola, Eli va nell'appartamento di Oskar e trascorre la notte con lui e gli comunica che lei non è una ragazza come sembra. Oskar sembra ignorare o accettare la natura poco chiara di Eli.
Durante una gita sul lago per il pattinaggio su ghiaccio, alcuni compagni di studio minacciano Oskar che finalmente reagisce e colpisce il capo dei bulli, Conny, con un palo sul lato della testa, spaccandogli l'orecchio. Qualche tempo dopo, Oskar mostra a Eli un posto privato che conosce e qui, ignaro del fatto che Eli sia un vampiro, suggerisce di formare un legame di sangue e si procura un taglio sulla mano, chiedendo a Eli di fare lo stesso. Eli, assetata di sangue, rivela la sua natura prima di scappare.
Rendendosi conto della situazione, Oskar affronta Eli, che ammette la sua reale natura. Inizialmente Oskar è sconvolto dalla necessità di Eli di uccidere le persone per sopravvivere, tuttavia, Eli insiste sul fatto che le loro nature assetate di sangue sono simili, in quanto anche Oskar ucciderebbe in caso di necessità. Intanto Lacke, un uomo che ha avuto la sua compagna e i suoi amici uccisi da Eli, rintraccia l'appartamento di Eli e, entrando, la scopre addormentata nella vasca da bagno. Si prepara a ucciderla ma Oskar, che si nascondeva all'interno dell'appartamento, interviene e sveglia Eli che uccide Lacke, nutrendosi del suo sangue. Eli ringrazia Oskar e lo bacia in segno di gratitudine. Tuttavia Eli si rende conto che non è più al sicuro e parte quella stessa notte.
La mattina dopo, Oskar riceve una telefonata dall'amico di Conny, Martin, che attira Oskar fuori per riprendere il programma di allenamento dopo la scuola nella piscina locale. I bulli, guidati da Conny e dal suo sadico fratello maggiore Jimmy, accendono un fuoco per attirare fuori il signor Ávila, l'insegnante, ed entrano nell'area della piscina, ordinando agli altri bambini di andarsene. Qui Jimmy costringe Oskar a rimanere sott'acqua, minacciando di ferirlo agli occhi se non trattiene il respiro per tre minuti. Mentre Oskar viene tenuto sott'acqua, Eli arriva e lo salva uccidendo e smembrando i bulli, tranne il più riluttante di loro, Andreas, che rimane singhiozzante su una panchina.
Infine Oskar intraprende un viaggio su un treno con Eli in una scatola accanto a lui, al riparo dalla luce del sole. Dall'interno, Eli trasmette la parola "bacio" a Oskar in codice Morse picchiettando sulla scatola, a cui Oskar ricambia con la parola "puss" ("piccolo bacio" in svedese).

## Produzione
Sebbene ambientato a Blackeberg, sobborgo di Stoccolma, il film è stato girato a Luleå, nel nord della Svezia, per garantire ambientazioni più nevose e un clima estremamente rigido.

## Distribuzione
Il film è stato presentato per la prima volta il 26 gennaio 2008 al festival del cinema di Göteborg, successivamente è stato presentato in altri festival di tutto il mondo, guadagnandosi di volta in volta premi e critiche favorevoli. Negli Stati Uniti è stato distribuito con una restrizione di tipo R, a causa di alcune scene sanguinose e violente e per alcune immagini di breve nudità.
In Italia, dopo essere stato presentato al Torino Film Festival, è uscito nelle sale il 2 gennaio 2009 distribuito dalla neonata Bolero Film. La Bolero ha scelto il film di Alfredson, assieme a L'ospite inatteso di Tom McCarthy, per iniziare la propria attività nella distribuzione cinematografica.

## Colonna sonora
Il film contiene le seguenti canzoni:
- Försonade di Agnetha Faltskog
- Kvar i min bil di Per Gessle
- Flash in the night di Tim Norrel e Björn Håkanson

## Remake
Nel 2010 è stato realizzato un remake in lingua inglese, frutto dell'accordo tra Overture Films e Hammer Films. Il film, intitolato Blood Story (Let Me In), è diretto da Matt Reeves e ha per protagonisti Kodi Smit-McPhee e Chloë Moretz.

## Riconoscimenti
- 2010 - Premio BAFTA
  - Nomination Miglior film straniero a Tomas Alfredson
- 2008 - National Board of Review
  - Migliori cinque film stranieri a Tomas Alfredson
- 2009 - Guldbagge Award
  - Miglior regia a Tomas Alfredson
  - Migliore sceneggiatura a John Ajvide Lindqvist
  - Migliore fotografia a Hoyte van Hoytema
  - Miglior contributo tecnico a Eva Norén, Per Sundström, Jonas Jansson e Patrik Strömdahl
- 2008 - Méliès d'oro
  - Miglior film fantastico europeo a Tomas Alfredson
- 2008 - International Online Film Critics' Poll
  - Migliori dieci film a Carl Molinder e John Nordling
  - Miglior regia a Tomas Alfredson
- 2009 - Online Film Critics Society Awards
  - Miglior film straniero a Tomas Alfredson
  - Miglior regista rivelazione a Tomas Alfredson
  - Migliore sceneggiatura non originale a John Ajvide Lindqvist
  - Miglior performance rivelazione a Lina Leandersson
- 2010 - European Independent Film Critics Awards
  - Miglior film a Carl Molinder e John Nordling
  - Miglior regia a Tomas Alfredson
  - Migliore fotografia a Hoyte van Hoytema
- 2010 - Empire Awards
  - Miglior horror a Carl Molinder e John Nordling
- 2009 - Saturn Award
  - Miglior film internazionale a Carl Molinder e John Nordling
- 2009 - Chlotrudis Awards
  - Migliore sceneggiatura non originale a John Ajvide Lindqvist
  - Migliore fotografia a Hoyte van Hoytema
- 2009 - Festival internazionale del film fantastico di Gérardmer
  - Grand Prix per il miglior film
  - Premio della critica
- 2010 - International Online Film Critics' Poll
  - Migliori dieci film del decennio a Carl Molinder e John Nordling
- 2009 - Kansas City Film Critics Circle Awards
  - Miglior film straniero a Tomas Alfredson
- 2009 - Scream Award
  - Miglior film straniero a Tomas Alfredson
- 2009 - British Independent Film Awards
  - Miglior film straniero a Tomas Alfredson
- 2009 - Gérardmer Film Festival
  - Grand Prix al miglior film a Tomas Alfredson
  - Premio della critica a Tomas Alfredson
- 2009 - Brussels International Festival of Fantasy Film
  - Corvo d'Oro al miglior film a Tomas Alfredson
- 2009 - Premio Gianni Di Venanzo
  - Migliore fotografia straniera a Hoyte van Hoytema
- 2008 - Chicago Film Critics Association Awards
  - Miglior film straniero a Tomas Alfredson
  - Miglior regista d'esordio a Tomas Alfredson
- 2008 - Utah Film Critics Association
  - Miglior film straniero a Tomas Alfredson
- 2008 - San Francisco Film Critics Circle
  - Miglior film straniero a Tomas Alfredson
- 2009 - International Chinephile Society
- 2008 - Phoenix Film Critics Society Awards
  - Miglior film straniero a Tomas Alfredson
- 2008 - Southeastern Film Critics Association Awards
  - Miglior film straniero a Tomas Alfredson

- 2008 - Göteborg Film Festival
  - Miglior film nordico a Tomas Alfredson
  - Miglior contributo tecnico nordico a Hoyte van Hoytema
- 2008 - North Texas Film Critics Association
  - Miglior film straniero a Tomas Alfredson
- 2010 - Italian Directing Award[2]
  - IDA Award a Tomas Alfredson
- 2010 - Premio Gaudí
  - Miglior film europeo a Tomas Alfredson
- 2009 - Premio Italia Sceneggiatura
  - Migliori dieci film a Carl Molinder e John Nordling
  - Migliore sceneggiatura originale internazionale a John Ajvide Lindqvist
- 2008 - San Diego Film Critics Society Awards
  - Miglior film straniero a Tomas Alfredson
- 2008 - Bucheon International Fantastic Film Festival
  - Miglior regia a Tomas Alfredson
  - Premio del pubblico a Tomas Alfredson
- 2010 - London Critics Circle Film Awards
  - Miglior film straniero a Tomas Alfredson
- 2010 - Film Critics Circle of Australia
  - Miglior film straniero a Tomas Alfredson
- 2008 - Tribeca Film Festival
  - Miglior film a Tomas Alfredson
- 2008 - Edinburgh International Film Festival
  - Premio "Rotten Tomatoes" della critica a Tomas Alfredson
- 2009 - Australian Film Critics Association
  - Miglior film d'oltremare' a Tomas Alfredson
- 2009 - Fangoria Chainsaw Awards
  - Miglior film in edizione limitata a Tomas Alfredson
  - Miglior attrice a Lina Leandersson
  - Migliore sceneggiatura a John Ajvide Lindqvist
  - Migliore colonna sonora a Johan Söderqvist
- 2008 - Washington DC Area Film Critics Association Awards
  - Miglior film straniero a Tomas Alfredson
- 2008 - Toronto Film Critics Association Awards
  - Miglior film straniero a Tomas Alfredson
- 2008 - Toronto After Dark Film Festival
  - Premio del pubblico a Tomas Alfredson
- 2008 - Austin Film Critics Association Awards
  - Miglior film straniero a Tomas Alfredson
  - Migliori dieci film a Carl Molinder e John Nordling
- 2008 - Austin Fantastic Fest
  - Miglior film horror a Tomas Alfredson
- 2009 - Bodil Awards
  - Miglior film non americano a Tomas Alfredson
- 2008 - Catalonian International Film Festival 
  - Gran Premio al miglior film fantastico europeo a Tomas Alfredson
- 2008 - Calgary International Film Festival
  - Miglior film internazionale a Tomas Alfredson
- 2008 - Boston Society of Film Critics Awards
  - Miglior film straniero a Tomas Alfredson
- 2008 - Florida Film Critics Circle Awards
  - Miglior film straniero a Tomas Alfredson
- 2008 - Oklahoma Film Critics Circle
  - Miglior film straniero a Tomas Alfredson
- 2009 - Amsterdam Fantastic Film Festival
  - Tulipano nero a Tomas Alfredson
  - Grido d'argento a Tomas Alfredson
- 2010 - British Fantasy Awards
  - Miglior film a Tomas Alfredson